# ヴィルヘルム・ビューヒナー

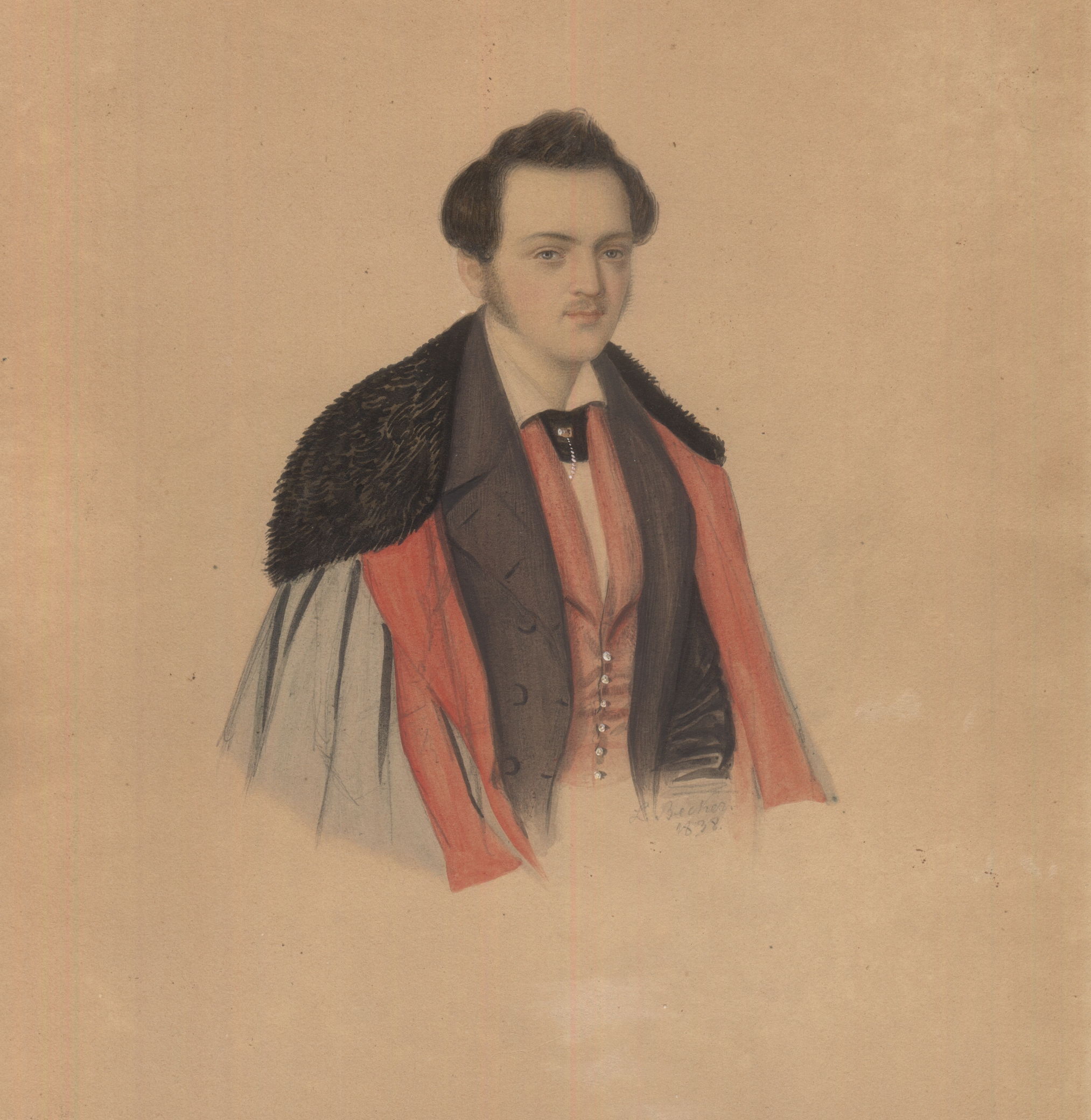
ヴィルヘルム・ビュヒナー

ヴィルヘルム・ビューヒナー（Wilhelm Büchner、1816年8月2日 - 1892年7月14日）は、ドイツの化学者、工場主、政治家。ゲオルク・ビューヒナー、ルイーゼ・ビューヒナー、ルートヴィヒ・ビューヒナー、アレクサンダー・ビューヒナーとは兄弟であり、その中の次男、第3子であった。

## 生涯
ダルムシュタットに生まれたビューヒナーは、ツヴィンベルク、ハイデルベルクで学んだ後、ギーセンにおいてユストゥス・フォン・リービッヒのもとで化学を学んだ。学業を終えたビューヒナーは1841年より生家の近くに小さな化学工場を建てて絵の具の製造をおこなっていたが、そこでウルトラマリンの人工合成に成功、絵具や漂白剤の原料として世界中から注文が集まり大きな富を得た。ビューヒナーはこの成果によって、パリの国際博覧会を始め多くの場で表彰を受けている。
ビューヒナーは1849年から1850年までヘッセン大公国の二院の代議士を務め、その後も1880年代までしばしば議員として国会に上がった。ビューヒナーは自由主義者であり、ビスマルクによる「国有化」や国民教育には批判的であった。1878年の社会主義者鎮圧法制定の際にも反対の立場を取っている。